# Der Karinthin
Der Karinthin war eine regionale, mineralogische Zeitschrift, in der sowohl für Laien als auch für den Mineralogen und Geologen relevante Themen einschließlich deren Historie und Philologie veröffentlicht wurden. Die Zeitschrift war eine Beilage zu Carinthia II und wurde zwischen 1948 und 1987 mit dem Erscheinungsort Knappenberg (Hüttenberg), dann Salzburg, publiziert. Als Herausgeber fungierte die Fachgruppe für Mineralogie und Geologie des Naturwissenschaftlichen Vereines für Kärnten. Autoren und Leserkreis stammten überwiegend aus den österreichischen Alpenländern.
Als Schriftleiter hat Heinz Meixner diese Zeitschrift entscheidend geprägt und damit in den vier Jahrzehnten ihrer Erscheinung einen bedeutenden Beitrag zur erdwissenschaftlichen Erforschung der Bundesländer Kärnten und Salzburg geleistet. Wenige Jahre nach dem Tod Meixners wurde Der Karinthin auf Grund wirtschaftlicher Überlegungen eingestellt. Insgesamt erschienen 96 Hefte. Bestände finden sich unter anderen in der Geologischen Bundesanstalt und der Universitätsbibliothek der Technischen Universität Wien.

## Autoren und Themenbogen (Auszug)
Ausgewählte Publikationen (sortiert nach Erscheinungsjahr):
- Heinz Meixner: Kurzbericht über neue Kärntner Minerale und deren Fundorte I. Folge 1, 1948, S. 2–3 (zobodat.at [PDF]).
- Karl Tausch: Vom Schicksal alter Kärntner Mineraliensammlungen. Folge 4, 1949, S. 66–69 (zobodat.at [PDF]).
- Eberhard Clar: Die geologische Karte des Großglocknergebietes. Folge 9, 1950, S. 168–171 (zobodat.at [PDF]).
- Heinz Meixner: Kahlerit, ein neues Minerale der Uranglimmergruppe, aus der Hüttenberger Erzlagerstätte. Folge 23, 1953, S. 277–280.
- F. Angel F., Eberhard Clar, Heinz Meixner: Führungstext zur Petrographischen Exkursion um den Plankogel Hüttenberg, Kärnten. Folge 24, 1953, S. 289–296.
- Ludwig Kostelka: Neue Molybdänsulfidvorkommen von Bleiberg-Kreuth. Folge 31/32, 1956, S. 129–132 (zobodat.at [PDF]).
- H. Prasnik: Altes Barytvorkommen neu entdeckt. Folge 63, 1970, S. 199–201 (zobodat.at [PDF]).
- Eberhard Strehl: Ein bemerkenswerter Lavafund in der Mitteltrias des Dobratsch. Folge 83, 1980, S. 201–204 (zobodat.at [PDF]).
- Rudolf Franz Ertl: Beitrag zur Kenntnis des frühesten Zinkhüttenwesens in Kärnten. Folge 90, 1984, S. 115–137 (zobodat.at [PDF]).
- Hermann Haslacher: Die Prehnite vom Sandkogel auf der Saualpe. Folge 96, 1987, S. 467–468 (zobodat.at [PDF]).